# Нагорное (Липецкая область)
Нагорное — село в Тербунском сельском поселение Тербунского района Липецкой области.

## История
В 1960 г. указом Президиума Верховного Совета РСФСР село Святоша переименовано в Подгорное.

## Население
| 2009 | 2010 |
| ---- | ---- |
| 75   | ↘68  |